# 蒙茅斯城堡

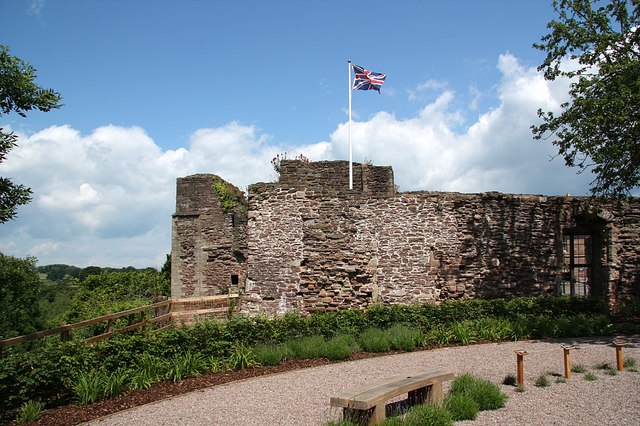

蒙茅斯城堡（Monmouth Castle），是威爾斯東南部蒙茅斯郡郡治蒙茅斯鎮上的一座城堡。它屬於英國第一級登錄建築與表定古蹟。
蒙茅斯城位於於蒙茅斯城中心的一座小山上，瀕臨曼諾河，其旁即為城鎮的商業區、廣場及主要街道。它曾經是個重要的邊界城堡，也是英王亨利五世的出生地。
51°48′45″N 2°43′00″W / 51.812455°N 2.716677°W